# LG G 패드 8.0
LG G패드 8.0 (LG G pad 8.0)은 LG전자가 2014년 5월 12일 공개된 안드로이드 태블릿으로, LG G 패드 8.3의 후속 기종이다. 와이파이 전용 모델과 LTE 모델이 존재한다.

## 운영체제/소프트웨어
- 롤리팝이 3월 3일 업데이트되었다.

## 색상

### 본체
- 블랙(검정)
- 화이트(하양)
- 레드(빨강)

## 특수 기능

### 동영상 기능

#### Q페어 2.0
Q페어 스마트폰/태블릿과 연동하여 연락을 받을 수 있다.

#### Q메모
G시리즈 폰과 자동 연동되는 메모

## 경쟁 기종
- 구글의 넥서스 7 2세대
- 아마존닷컴의 킨들 파이어 HDX 8.9
- 삼성전자의 갤럭시 탭 S2

## 같이 보기
- LG 옵티머스 패드
- LG G3
- LG G 패드 8.3
- LG G 패드 7.0
- LG G 패드 10.1